# Ghostery
Ghostery est une extension libre pour navigateur web chargée de bloquer les mouchards et les cookies des pages web que l'internaute visite (y compris le pistage par pixel espion). Elle appartient à la société allemande Cliqz International GmbH, une filiale à 100 % de Cliqz GmbH qui développe le navigateur Cliqz.

## Historique
L’entreprise a été créée en 2009 sous le nom de The Better Advertising Project par Scott Meyer (ancien CEO et président du site About.com), Ed Kozek (ancien vice-président de l’ingénierie et des produits chez Right Media) et Colin O'Malley (ancien vice-président des partenariats stratégiques et des programmes chez TRUSTe) et financièrement soutenue par Warburg Pincus. L’objectif de l’entreprise consistait à développer une plateforme de conformité du programme d’« auto-réglementation » de la publicité comportementale en ligne, communément appelé programme Ad Choices.
Better Advertising a acquis l’extension pour navigateur Ghostery de David Cancel en janvier 2009. En janvier 2011, la société a été rebaptisée Evidon, un jeu de mots avec « évident ». Scott Meyer a avancé l’argument selon lequel l’ancien nom était justifié par le passé, en raison de la nature expérimentale de son produit et que la société avait désormais besoin d’une identité plus « claire » qui reflèterait ses opérations professionnelles,.
En avril 2014, Evidon est devenue Ghostery, unifiant ainsi son image de marque avec l’application client. L’entreprise prévoyait de mettre davantage l’accent sur les solutions d’entreprise de gestion de l’expérience numérique et de conformité de la confidentialité,.
En 2015, un consultant a dénoncé la présence d'un mouchard dans l'extension.
Le 15 février 2017, l'annonce est faite de l'acquisition, par Cliqz, une société allemande, propriété de Mozilla et d'Hubert Burda Media. Il s'ensuit la publication de son code source sous la licence libre MPL 2.0, le 7 mars 2018.

## Fonctionnement
Ghostery classe les cookies et mouchards en cinq catégories :
- analytique : un mouchard qui offre des données de recherche ou d'analyse à des éditeurs de sites Web entre dans cette catégorie : exemple : les systèmes de mesures d'audience d'un site Web (Google Analytics, Weborama…) ;
- balise : les mouchards qui ne servent qu'à assurer le suivi (balises, pixels de conversion, pixels de segmentation d'audience, etc.) entrent dans cette catégorie ;
- confidentialité : les avis de confidentialité ainsi que d'autres éléments liés à la confidentialité entrent dans cette catégorie (cette catégorie n'existe pas pour les cookies) ;
- publicité: un mouchard qui offre de la publicité entre dans cette catégorie (Google Adsense, DoubleClick…) ;
- widgets : un mouchard qui propose des fonctionnalités de page (bouton de réseau social, formulaire de commentaire, etc.) entre dans cette catégorie (les boutons de Facebook, Google+, Twitter).

Ghostery permet également à l'utilisateur de constituer une « liste blanche » de pages sur lesquelles les mouchards ou cookies ne sont pas bloqués.

## Critique
Certains disent que Ghostery, Inc. joue un double rôle dans l'industrie de la publicité en ligne. En effet, Ghostery empêche les sites de collecter des informations personnelles, mais il dispose d'une fonction opt-in appelée GhostRank qui peut être utilisée par leur « supportaire[Quoi ?] ». GhostRank prend note des annonces rencontrées et bloquées et renvoie cette information aux annonceurs afin qu'ils puissent mieux formuler leurs annonces pour éviter d'être bloqués. Bien que Ghostery affirme que les données sont anonymisées, les habitudes de visite des pages Web ne peuvent pas vraiment être anonymisées. Le business model de Evidon ne convient pas à tous : « Evidon a un incitatif financier pour encourager l'adoption du programme et décourager l'adoption d'alternatives telles que l'entête Do Not Track et le blocage des cookies, ainsi que pour maintenir des relations positives avec les entreprises de publicité intrusives », déclare Jonathan Mayer, un étudiant diplômé de Stanford et défenseur de la vie privée.
Depuis juillet 2018, avec la version 8.2, Ghostery affiche ses propres publicités aux utilisateurs. Burda affirme que les publicités ne renvoient pas de données personnelles à leurs serveurs et qu'elles ne créent pas de profil personnel.

## Modèle d'affaires
Cliqz GmbH a acquis Ghostery d'Evidon Inc. en février 2017. Ghostery ne partage plus aucune donnée avec Evidon, Inc. Cliqz est une société allemande détenue majoritairement par Hubert Burda Media.
La mission de Cliqz est de fournir une solution de navigation innovante et axée sur la protection de la vie privée en réunissant les données, le navigateur et les technologies de recherche. Cliqz et Ghostery prévoient ensemble élever la barre en ce qui a trait à la protection des renseignements personnels par une approche anti-tracking qui allie l'AI à des listes de blocage.
Le 8 mars 2018, Ghostery est devenu open source et a rendu son code accessible au public sur sa page Github.

## Partenariats
IBM ; Intel ; Oracle ; Accenture ; AppNexus ; MediaMath ; Adobe.

## Versions
Le 11 avril 2014, une version 5.2 est disponible pour les navigateurs Chrome, Firefox, Opera et Safari.
Le 3 mars 2015, une version 5.4.3 est disponible pour les navigateurs Firefox, Opera et Chrome. Elle n'est pas disponible pour Safari qui est resté sous 5.4.2.